# Tadeusz Maślonkowski

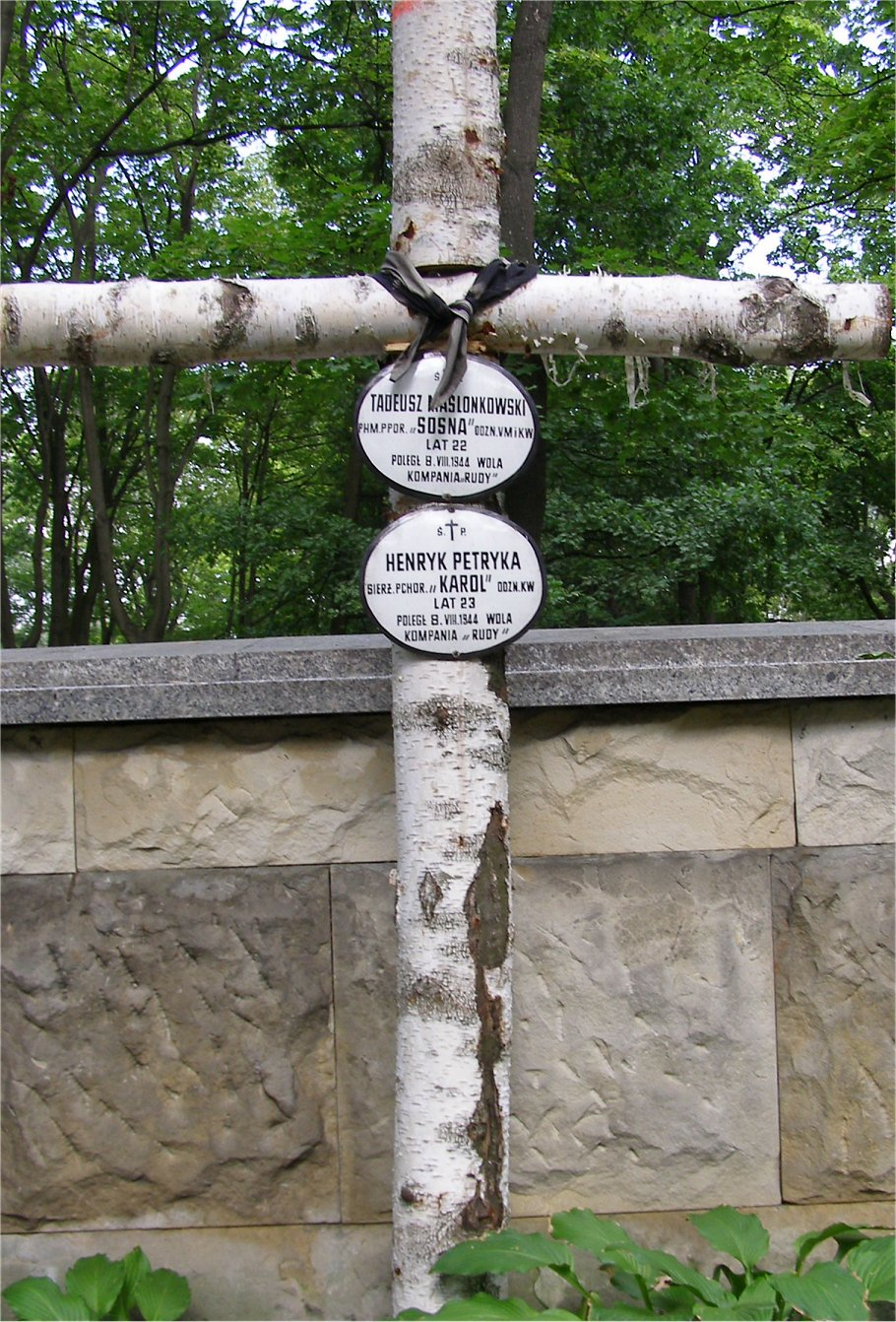
Grób na Powązkach Wojskowych

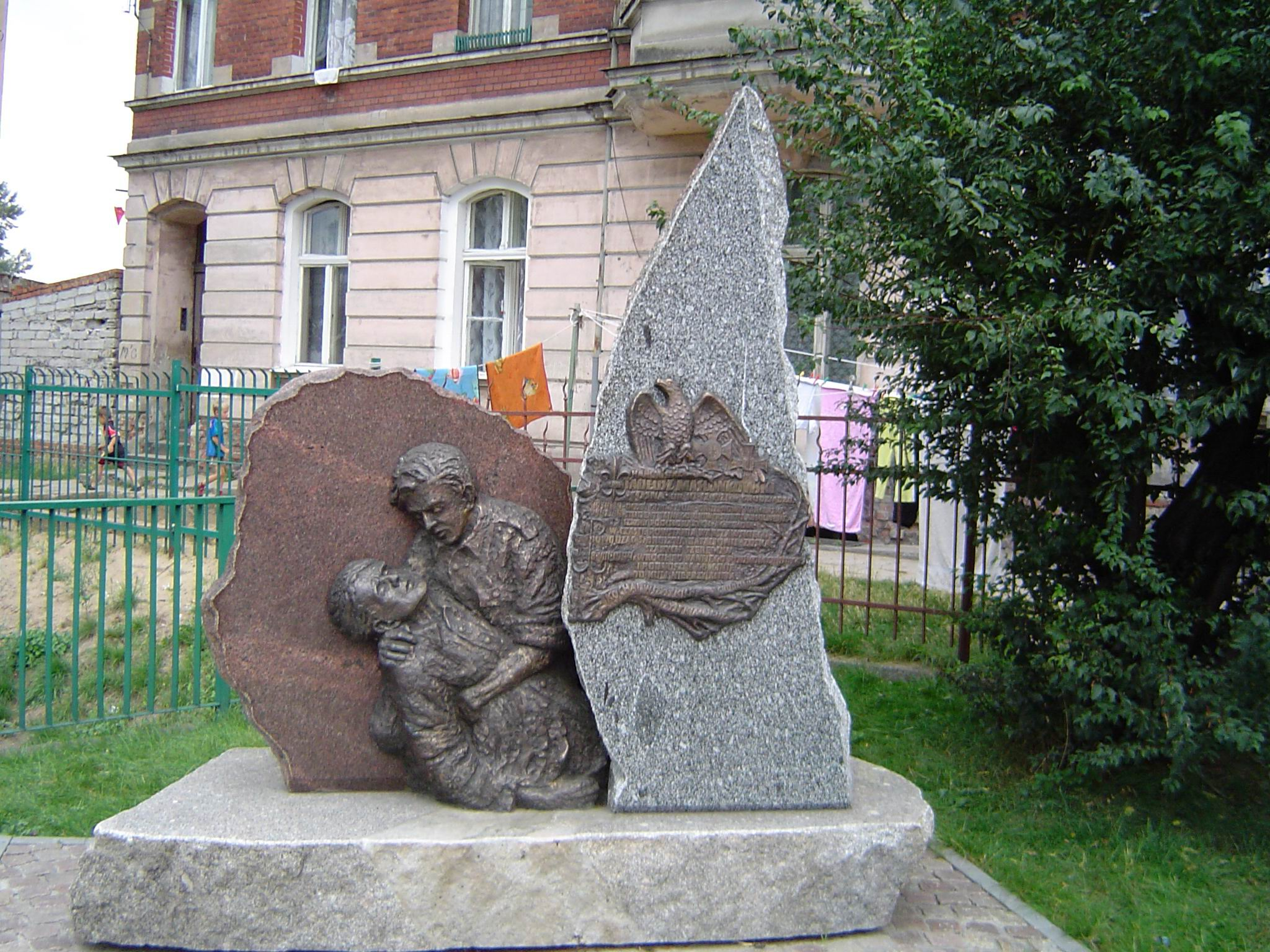
Pomnik w Grudziądzu

Tadeusz Maślonkowski ps. Sosna (ur. 10 grudnia 1921 w Grudziądzu, zm. 8 sierpnia 1944 w Warszawie) – polski harcmistrz, podporucznik, żołnierz Armii Krajowej, podczas powstania warszawskiego dowódca III drużyny w II plutonie „Alek” kompanii „Rudy” batalionu „Zośka”. Był przełożonym Krzysztofa Kamila Baczyńskiego.

## Życiorys
Uczył się w Gimnazjum Humanistycznym im. Sobieskiego w Grudziądzu. W Związku Harcerstwa Polskiego należał do 8 Pomorskiej Drużyny Harcerskiej
im. Zawiszy Czarnego (tzw. „Błękitna Ósemka"). Podczas okupacji niemieckiej znalazł się w Warszawie i wstąpił do Szarych Szeregów.
Zginął 8 sierpnia podczas próby niesienia pomocy koledze z drużyny sierż. pchor. Henrykowi Petryce rannemu podczas obrony cmentarza ewangelickiego. Pochowany wraz z nim na Powązkach Wojskowych w kwaterach żołnierzy batalionu „Zośka” (kwatera A20-2-26). Odznaczony Orderem Virtuti Militari i Krzyżem Walecznych.

## Upamiętnienie
Grudziądzki V Szczep „Żywioły” Związku Harcerstwa Polskiego nosi jego imię. W Grudziądzu u zbiegu ulic Focha i Maślonkowskiego znajduje się jego pomnik; odsłonięto go 28 września 2006.